# المكتبة الوقفية
المكتبة الوقفية من أكبر المكتبات الخاصة بالكتب الشرعية وتعنى بتصويرها واضافتها إلى أرشيف أو مواقع لتخزين الملفات. وتحوي قرابة 10 ملايين صفحة بدقة وجودة عالية وقد تم تحويل معظمها إلى صيغة PDF.

## الأقسام
تشمل المكتبة الوقفية كل من: 
1. المخطوطات.
2. الرسائل العلمية.
3. النصوص الإسلامية بأشكالها المختلفة.
4. الكتب المصورة.